# Tachyphyle costiscripta
Tachyphyle costiscripta là một loài bướm đêm trong họ Geometridae.